# Prednisolone
Il prednisolone  è un glucocorticoide appartenente alla famiglia degli ormoni steroidei che per la sua ampia e potente attività antinfiammatoria, trova indicazione in tutti gli ambiti della medicina. Le indicazioni sono molteplici soprattutto per quanto riguarda il controllo in acuto e in cronico dei disturbi infiammatori in genere.

## Usi clinici
Il prednisolone è indicato nell'insufficienza surrenalica primaria e secondaria, nelle tiroiditi e nell'iperplasia surrenalica congenita.
In ambito reumatologico è usato nelle artriti psoriasiche e reumatoidi, nella spondilite anchilosante, nella gotta (attacchi acuti), nella borsite ed epicondilite; viene anche usato nel LES, nel pemfigo e nella malattia reumatica.
In ambito oncologico è usato comunemente: nelle leucemie, nei linfomi, nella porpora trombocitopenica e nelle malattie emolitiche autoimmuni. Questo per indicare solo alcune delle gravi patologie di impiego elettivo del farmaco.
Trova impiego, anche, nelle malattie gastrointestinali come la colite ulcerosa e nella Malattia di Crohn insieme a molte altre forme patologiche più o meno gravi. Trova anche utile impiego in ambito neurologico, pneumologico e in molti altri ambiti della terapia medica; si può dire che non c'è patologia, con componente infiammatoria, che non trovi beneficio dall'impiego del farmaco.

### In label
Gli impieghi previsti dall'RCP sono:
Affezioni di interesse reumatologico come terapia aggiuntiva per la somministrazione a breve termine (per far superare al paziente un episodio acuto o una riacutizzazione) in: artrite reumatoide (casi particolari possono richiedere una terapia di mantenimento a basse dosi), malattia di Still, spondiliti anchilosanti, artrite gottosa acuta.
Malattie del collagene: durante una riacutizzazione o come terapia di mantenimento in casi particolari di lupus eritematosus sistemico, dermatomiosite, periartrite, cardite reumatica acuta.
Per controllare condizioni allergiche gravi o debilitanti non trattabili in maniera convenzionale: asma bronchiale, dermatiti da contatto, dermatite atopica.
Sarcoidosi.
Affezioni ematologiche: anemia emolitica acquisita (autoimmune), per il trattamento palliativo di leucemie e linfomi degli adulti, leucemia acuta dell'infanzia.
Come coadiuvante nel trattamento della colite ulcerosa.

## Effetti collaterali
Gli effetti collaterali sono spesso importanti e gravi, e sono in funzione dei dosaggi e dei tempi di impiego del farmaco.
Gli effetti collaterali sono a carico di quasi tutti i distretti dell'organismo.
I più importanti e frequenti sono:
Disturbi elettrolitici:
- Ritenzione sodica
- Ritenzione di fluidi
- Scompenso cardiaco (in soggetti predisposti)
- Ipokaliemia
- Alcalosi ipokaliemica
- Ipertensione

Muscoloscheletrici
- Miopatia steroidea
- Perdita di massa muscolare
- Debolezza muscolare
- Osteoporosi
- Compressione e fratture vertebrali (collassi)
- Necrosi asettica della testa del femore
- Fratture ossee

Gastrointestinali
- Ulcera peptica con emorragie e perforazione
- Pancreatiti
- Distensione addominale
- Esofagiti ulcerate

Dermatologiche
- Ritardo della cicatrizzazione
- Assottigliamento cutaneo
- Petecchie ed echimosi
- Eritema facciale
- Ridotta risposta ai test allergologici

Neurologiche
- Convulsioni
- Aumento della pressione intracranica (pseudo-tumor cerebri)
- Vertigini
- Emicrania

Endocrine
- Stato Cushingoide
- Irregolarità mestruali
- Soppressione dello sviluppo (pediatria)
- Intolleranza ai carboidrati (diabete iatrogeno)
- Insufficienza surrenalica anche grave in risposta allo stress

Oftalmiche
- Cataratta posteriore subcapsulare
- Glaucoma iatrogeno
- Esoftalmo

Metaboliche
- Negativizzazione del bilancio dell'azoto per aumentato catabolismo proteico

## Dosi terapeutiche
La dose minima, che equivale all'unità antinfiammatoria steroidea, è di 5 mg.
Le dosi terapeutiche sono estremamente variabili in funzione della:
- patologia
- gravità di espressione della stessa
- protocollo previsto per il trattamento della stessa
- durata temporale della terapia prevista

## Avvertenze
Il prednisolone come tutti gli ormoni steroidei dà positività al test antidoping.